# Celiny (gmina Chmielnik)
Celiny – wieś w Polsce położona w województwie świętokrzyskim, w powiecie kieleckim, w gminie Chmielnik.
| SIMC    | Nazwa              | Rodzaj    |
| ------- | ------------------ | --------- |
| 0234650 | Bugaj              | część wsi |
| 0234666 | Celiny Nowe        | część wsi |
| 0234672 | Poręba             | część wsi |
| 0234689 | Wapiennik Celiński | część wsi |

W latach 1975–1998 miejscowość należała administracyjnie do województwa kieleckiego.